# The Little Mother (film 1915 Buckland)
The Little Mother è un cortometraggio muto del 1915 diretto da Warwick Buckland.

## Trama
Una povera orfana alleva il fratellino e lavora per poterlo mandare all'università. Si sposa, poi, per evitargli il carcere.

## Produzione
Il film fu prodotto dalla Hepworth.

## Distribuzione
Distribuito dalla Hepworth, il film - un cortometraggio di una bobina - uscì nelle sale cinematografiche britanniche nel gennaio 1915.
Si conoscono pochi dati del film che, prodotto dalla Hepworth, fu distrutto nel 1924 dallo stesso produttore, Cecil M. Hepworth. Fallito, in gravissime difficoltà finanziarie, il produttore pensò in questo modo di poter almeno recuperare il nitrato d'argento della pellicola.